# Trachypholis chinensis
Trachypholis chinensis es una especie de coleóptero de la familia Zopheridae.

## Distribución geográfica
Habita en China.